# Belagerung von Delfzijl (1813–1814)
Die Belagerung von Delfzijl war eine kriegerische Auseinandersetzung während der Befreiungskriege 1813/14.

## Vorgeschichte
Als das Korps Bülow im Rahmen der Befreiungskriege nach Holland vorstoßen sollte, schickte dieser zunächst den Major Friccius nach Ostfriesland, um dort den Landsturm zu organisieren. Er erhielt 400 Mann und 50 Pferde. Die kleine Truppe erreichte am 14. November Oldenburg und am 17. Aurich. Inzwischen hatten die französischen Gendarmen und Douaniers (Zöllner) Ostfriesland verlassen und sich nach Delfzijl in Sicherheit gebracht. Dabei hatte sie 27 Kanonen und zwei Mörser vernagelt zurückgelassen, die nun von den Preußen übernommen wurde. Der Leutnant Maske konnte 13 Kanonen und beide Mörser wieder in Stand setzen.
Die Besatzung des Festung Delfzijl bestand aus einem Bataillon Schweizer sowie den Geflüchteten aus Ostfriesland, insgesamt ca. 1500 Mann. Sie war mit 270 Kanonen bestückt, was die Besatzung nutzte, um in der Umgebung zu requirieren. So war die Festung für mehrere Monate verproviantiert. Im Hafen lagen zwölf Kanonenboote, außerdem konnte die Umgebung unter Wasser gesetzt werden.
Aber viele der Artilleristen und Seesoldaten waren Ostfriesen und Holländer und noch vor Beginn der Belagerung, wechselten zwei ausgerüstete Kanonenboote mit Offizieren und Mannschaften die Seiten.

## Die Belagerung
Am 21. November 1813 schickte der Major Friccius den Leutnant von Wenckstern  mit 30 Husaren über die Ems, um die Plünderungen der Franzosen zu beenden. Gleichzeitig begann der holländische Oberst Marcus Busch (1769–1843) mit Nationalgarden aus Groningen unterstützt durch ein Kontingent Kosaken aus der Armee Winzigerode. Am 22. November kamen 50 Musketiere unter Hauptmann von Sydow, um Termunterzijl und Termuntin zu besetzen. Leutnant Heimburg besetzte Niue Schanz, außerdem besetzen 30 Jäger die Knock, um Übergriffe aus Delfzijl zu unterbinden.
Diese Truppen reichten aber bei weitem nicht, die Festung einzuschließen. So sammelte sich in Leer und Emden der Landsturm. Dort wurden 30 Kompanien zu 80 Mann formiert und ausgebildet. Was fehlte, waren Schiffe und Waffen.
Am 6. Dezember erreichten zwei Fregatten unter dem englische Kapitän Dawon Emden, mit dem Auftrag Delfzijl zu blockieren. Am 10. Dezember setzte der Emder Landsturm über und ging in Termuntersiel an Land. Friccius besetzte nun die Dörfer im Umfeld der Festung, Borgsweer, Methuisen, Heweske, Otterdum und natürlich Termuntersiel. Dort wurde jeweils auch eine Kompanie Landwehr stationiert, diese war aber nur mit Piken bewaffnet, Schusswaffen waren schon vorher von den Franzosen beschlagnahmt worden. Die Holländer besetzten weiter westlich und nördlich gelegene Dörfer. Am 12. Dezember erreichte preußische Kavallerie unter dem Rittmeister von Blanckenburg den Belagerungsring. Friccius schickte den Rittmeister als Parlamentär in die Festung und forderte deren Kapitulation. Deren Kommandant Oberst Maufroy (1768–1833) lehnte das Angebot aber ab.
Am 17. Dezember wurden Kompanien nach Appingedam und Opwiede verlegt, in Appingedam errichteten Friccius und Oberst Busch nun ihr Hauptquartier. Aber auch die Franzosen blieben nicht untätig: zwei Ausfälle am 17. und am 25. wurden blutig zurückgeschlagen. Gleichzeitig desertierten viele Soldaten der Festung, am 26. liefen drei Kanonenboote mit 106 Mann in Emden über. Oberst Monfroid musste letztlich wegen Personalmangel die verbliebenen Schiffe im Hafen lassen. Am Ende das Jahres verfügte der Kommandant noch über 500 Dounaniers, 20 Gendarmes zur Pferd und 80 zu Fuß sowie 100 Schweizer und zwei Kompanien Veteranen.
Inzwischen setzte der Leutnant Maske in Groningen erbeutete französische Kanonen wieder Instand. Besonders die vielen übergelaufenen holländischen Artilleristen wollten gegen die Festung vorgehen. Aber am 1. Januar wurde die Kavallerie unter Blankenburg sowie die Infanterie unter Sydow und Baumüller von General Bülow abgezogen. Dadurch wurde der Belagerungsring erheblich ausgedünnt. Am 3. Januar wurde auch der Landsturm abgezogen, um in ein Landwehrregiment umgebildet zu werden. Diese Situation nutzen die Franzosen am 16. Januar für einen Ausfall. Sie zogen entlang des Deiches und griffen die Posten in Jeesweer an. Sie erschossen einige Soldaten und zwei Zivilisten und konnten einiges Schlachtvieh als Beute in die Festung bringen. Die Belagerer hatte inzwischen Weinert und dem Deich mehrere Batterien aufgestellt. Am 21. Januar war die Artillerie einsatzbereit und die Stellungen aufmunitioniert.
Kurz bevor der Beschuss begann untersagte der holländische General Otto Graf Styrum den Beschuss. Der Oberst Busch lehnt entrüstet ab, wurde dafür in Arrest gestellt und seines Kommandos enthoben. Auch sein Stellvertreter Oberstleutnant Basel verweigerte sich und kam in Arrest. Erst der Oberstleutnant Falkenberg übernahm dann das Geschäft. Während das Hin und Her Tage anhielt, machten die Franzosen am 5. Februar mehrere Ausfälle und steckten mehrere Dörfer in Brand. Eine Gruppe von Douaniers setzte über den Dollart und steckte Utwerdum und Rysum in Brand. Da erreichte die Preußen den Befehl zur Hauptarmee des Generals Bülow zu stoßen. Am 6. Februar marschierten die Truppe ab. Am 18. erreichten sie die wichtigere Festung Grokum, um die Einschließung zu verstärken.
Die Einschließung der Festung wurde von den Holländern weiter aufrecht gehalten. Allerdings wurde mit den Franzosen eine Übereinkunft erzielt, so dass die holländische Artillerie die Festung nicht mehr in ihrer Schussweite hatte und auch die dortigen Schanzen zerstört wurden. Dafür wollten diese die Schleusen nicht öffnen, um die Umgebung zu überschwemmen.
Die Franzosen erkannten aber die Unordnung bei den Belagerern, am 3. März machten sie einen erfolgreichen Ausfall und konnten mehrere Kanonen der Belagerer zerstören. Aber am 4. März kam der Kronprinz Wilhelm zur Inspektion, als er die Zustände sah, machte er den Oberst Busch wieder zum Kommandanten der Belagerung. Am 31. März kam es zur Besetzung von Paris durch die
Alliierten, aber auch jetzt wollte der Kommandant nicht kapitulieren.
Die Festung Delfzijl wurde erst nach dem Waffenstillstand vom 23. April 1814 übergeben. Die Besatzung konnte mit Waffen und Gepäck nach Frankreich zurückkehren.